# 秋月成美
秋月 成美（あきづき なるみ、1996年10月25日 - ）は、日本の女優。
神奈川県出身。元東宝芸能所属。

## 経歴
2006年に放送されたTBS系テレビドラマ『セーラー服と機関銃』の主演・長澤まさみの演技に感銘を受け、女優を目指す。
2011年1月、第7回東宝シンデレラオーディションにて審査員特別賞を受賞し、芸能界入り。
2012年3月、『僕等がいた 前篇』で映画デビュー。2012年4月には『都市伝説の女』でドラマデビューを果たし、長澤まさみの妹役を演じた。
2018年以降の芸能活動は不明であり、移籍あるいは休業しているか、既に引退したものとみられる。

## 出演

### 映画
- 僕等がいた 前篇 / 後編（2012年3月17日 / 2012年4月21日、東宝）
- Another アナザー（2012年8月4日、東宝）
- 悪の教典（2012年11月10日、東宝） - 柏原亜里 役
- 幕が上がる（2015年2月28日、ティ・ジョイ） - 杉田 役[1]
- 放課後戦記（2018年4月7日、アイエス・フィールド） - 護華養子 役[4]
- 武蔵 -むさし-（2019年5月25日） - 倫 役

### テレビドラマ
- 都市伝説の女（2012年4月13日 - 6月8日、テレビ朝日） - 音無都子 役
  - Part2（2013年10月11日 - 11月22日）[5]
- さよなら私（2014年10月14日 - 12月9日、NHK総合） - 早川薫（高校時代） 役[6]
- イタズラなKiss2〜Love in TOKYO 第8話（2015年1月19日、フジテレビ） - 秋子 役
- お兄ちゃん、ガチャ 第6話（2015年2月14日、日本テレビ） - メロ 役
- ある日、アヒルバス（2015年7月5日 - 8月23日、NHK BSプレミアム） - 日浦まどか 役
- 一番電車が走った（2015年8月10日、NHK広島） - 西八重子 役
- 本棚食堂 第5話（2015年10月6日、NHK BSプレミアム） - 嶋根明日香 役
- ヒガンバナ〜警視庁捜査七課〜 第5話（2016年2月10日、日本テレビ） - 新村まどか 役
- 99.9-刑事専門弁護士- 第7話（2016年5月29日、TBS） - 西岡明奈 役
- かもしれない女優たち 2016（2016年10月10日、フジテレビ） - 相澤加奈 役
- 獄門島（2016年） ‐ 鬼頭雪枝 役
- 大岡越前4（2018年1月19日、NHK BSプレミアム） - 咲 役

### WEBドラマ
- 悪の教典－序章－（2012年10月15日 - 全4話、BeeTV） - 柏原亜里 役
- &美少女 NEXT GIRL meets Tokyo 第11話（2017年6月21日、FOD) - 主演・大森明日香 役

### 劇場アニメ
- バケモノの子（2015年7月11日、東宝）

### ラジオドラマ
- FMシアター ティティヴィルスの見えない蜂（2016年4月9日、NHK-FM）
- 青春アドベンチャー 王妃の帰還（2018年4月2日 - 13日、NHK-FM）

### 舞台
- 劇団た組。第10回目公演 舞台版『惡の華』（2016年7月27日 - 31日、浅草六区ゆめまち劇場） - 佐伯奈々子 役 [7]

### CM
- スカパーJSAT スカパー! 映画部 夏の100本（2011年）[8]
- AC JAPAN 思いやり・助け合い（2011年）

### PV
- SAKANAMON 「花色の美少女」（2013年8月28日）

## 受賞歴
- 第7回東宝シンデレラオーディション審査員特別賞受賞